# کانتون بازل-لاندشافت
بازل-لاندشافت (Basel-Landschaft) یکی از کانتون‌های سوئیس است.